# Anjuna
Anjuna ( [ɦɔɳzuɳẽ] ) è un villaggio situato sulla costa di Goa Nord, in India. È una città censita (vedi amministrazione Indiana), una delle dodici comunidades braminiche della regione di Bardez. È principalmente una destinazione turistica.

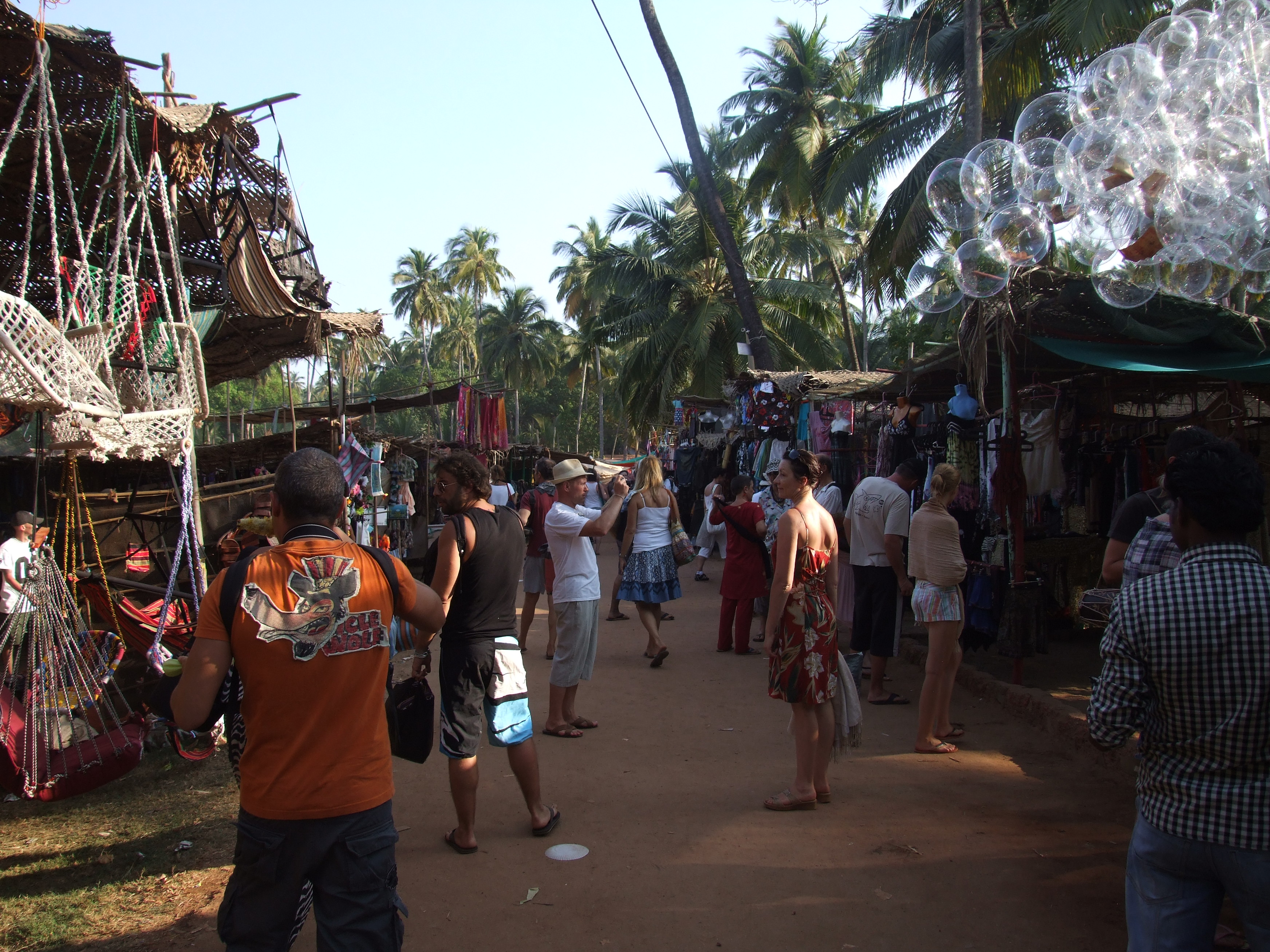
Mercatino Hippie ad Anjuna, Goa, 2011

La sua chiesa, la chiesa di San Michele, fondata nel 1595, è dedicata a S. Miguel e celebra le feste di S. Miguel (29 settembre) e Nossa Senhora Advogada (seconda settimana di gennaio). Ci sono tre grandi cappelle nella parrocchia: quella a S. Antonio (Praias), a Nossa Senhora de Saude (Mazalvaddo) e a Nossa Senhora de Piedade (Grande Chinvar). La cappella presso Vagator divenne la chiesa della nuova parrocchia di Vagator, dedicata a S. Antonio, nel XX secolo.

## Storia
Come tutta Goa, Anjuna è stata a lungo detenuta dai portoghesi. Nel 1950, aveva una popolazione di 5.688 abitanti, che nel 2011 sono diventati di 9.636.
La storica Teresa Albuquerque riferisce che il nome del villaggio deriva dalla parola araba "Hanjuman" (che significa gilda mercantile). Altri dicono che deriva da una parola araba che significa "cambio": le persone arrivavano ad Anjuna dal mare e cercavano di cambiare denaro.
Fu scoperta dagli hippy negli anni '60, poi divenne un centro per gli amanti dello zaino in spalla e della musica trance, e successivamente divenne una destinazione popolare per i giovani indiani delle grandi città.

## Attività
Anjuna è famosa per le sue feste trance tenute sulla spiaggia durante la stagione turistica (ottobre - aprile).
Anjuna ospita anche il famoso mercatino delle pulci ogni mercoledì e sabato, dove è possibile acquistare prodotti provenienti da tutta l'India, oltre che dagli stranieri, dalla frutta ai gioielli, ai vestiti, all'hashish e ai dispositivi elettronici. Mercoledì si tiene il mercato diurno, che inizia dalla mattina e finisce alle 19.30, il sabato si tiene quello notturno.

## Nella cultura di massa
Le etichette discografiche di Above & Beyond, Anjunabeats e Anjunadeep, così come il loro programma radiofonico, "Anjunabeats Worldwide", fanno tutti riferimento ad Anjuna. Nel 2009, hanno anche pubblicato un brano chiamato "Anjunabeach". La spiaggia di Anjuna è anche famosa per lo stile di vita hippie che vi si riscontra.

## Galleria d'immagini

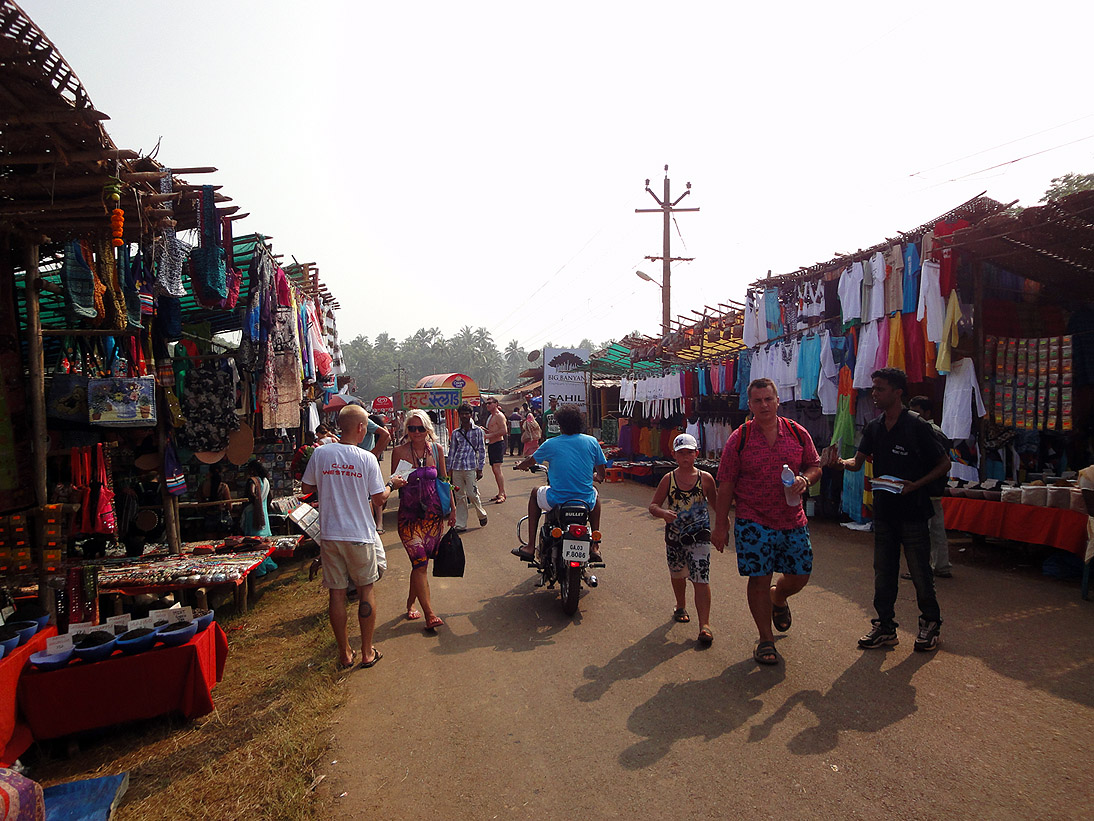
Il mercatino delle pulci di Anjuna, dall'alba al tramonto ogni mercoledì.